# Goričani (Czarnogóra)
Goričani (cyr. Горичани) – wieś w Czarnogórze, w gminie Podgorica. W 2011 roku liczyła 1483 mieszkańców.